# Michniowiec
Michniowiec is een plaats in het Poolse district  Bieszczadzki, woiwodschap Subkarpaten. De plaats maakt deel uit van de gemeente Czarna en telt 170 inwoners.